# Barvinkî, Malîn
Barvinkî (în ucraineană Барвінки) este localitatea de reședință a comunei Barvinkî din raionul Malîn, regiunea Jîtomîr, Ucraina.

## Demografie
Componența lingvistică a localității Barvinkî
     Ucraineană (99,05%)
     Alte limbi (0,96%)
Conform recensământului din 2001, majoritatea populației localității Barvinkî era vorbitoare de ucraineană (99,05%), existând în minoritate și vorbitori de alte limbi.